# Нуцинеллиды
Нуцинеллиды (лат. Nucinellidae) — семейство морских двустворчатых моллюсков из отряда солемиид (Solemyida) подкласса первичножаберных.
Передняя часть створок раковины длиннее задней. Замок состоит из двух групп зубов: 1—2 удлинённых впереди и 2—9 коротких сзади, между ними имеется промежуток. Связка наружная. Отпечаток заднего мускула-замыкателя отсутствует или меньше переднего. Мантийная линия цельная.
Распространены всесветно.
Семейство известно с нижней юры. Включает два рода: Nucinella Wood, 1851 (Нуцинеллы) и Huxleyia A. Adams, 1860, и, по данным 2013 года, 20 видов, не считая вымерших.

## Роды и виды
- Huxleyia (Adams, 1860)
  - Huxleyia cavernicola (Hayami & Kase, 1993)
  - Huxleyia concentrica (Verco, 1907)
  - Huxleyia diabolica (Jousseaume, 1897)
  - Huxleyia habooba (Oliver & Taylor, 2012)
  - Huxleyia munita (Dall, 1898)
  - Huxleyia pentadonta (Scarlato, 1981)
  - Huxleyia sulcata (Adams, 1860)
- Nucinella (Wood, 1851)
  - Nucinella adamsii (Dall, 1898)
  - Nucinella boucheti (La Perna, 2005)
  - Nucinella dalli (Hedley, 1902)
  - Nucinella giribeti (Glover & Taylor, 2013)
  - Nucinella kanekoi (Matsukuma, Okutani & Tsuchi, 1982)
  - Nucinella maoriana (Hedley, 1904)
  - Nucinella maxima (Thiele, 1931)
  - Nucinella ovalis (Wood, 1840)
  - Nucinella owenensis (Oliver & Taylor, 2012)
  - Nucinella pretiosa (Gould, 1861)
  - Nucinella serrei (Lamy, 1912)
  - Nucinella subdola (Strong & Hertlein, 1937)
  - Nucinella surugana (Matsukuma, Okutani & Tsuchi, 1982)
  - Nucinella viridis (Matsukuma, Okutani & Tsuchi, 1982)
  - Nucinella viridula (Kuznetzov & Schileyko, 1984)